# Nghĩa Hành (xã)
Nghĩa Hành là một xã thuộc tỉnh Nghệ An, Việt Nam. Xã được hình thành trên cơ sở sáp nhập các xã Phú Sơn, Tân Hương và Nghĩa Hành của huyện Tân Kỳ trong đợt Sáp nhập tỉnh thành Việt Nam 2025.

## Địa lý
Xã Nghĩa Hành có vị trí địa lý:
- Phía Đông giáp xã Tân Kỳ và xã Anh Sơn Đông;
- Phía Nam giáp xã Anh Sơn Đông và xã Anh Sơn;
- Phía Tây giáp xã Thành Bình Thọ;
- Phía Bắc giáp xã Tân An và xã Tiên Đồng.

Xã Nghĩa Hành có diện tích tự nhiên 112,00 km².

## Hành chính và tên gọi
Xã Nghĩa Hành được thành lập theo Nghị quyết số 1678/NQ-UBTVQH15 của Ủy ban Thường vụ Quốc hội Việt Nam, ban hành ngày 16 tháng 6 năm 2025. Theo đó, sắp xếp toàn bộ diện tích tự nhiên, quy mô dân số của các xã Phú Sơn, Tân Hương và Nghĩa Hành thuộc huyện Tân Kỳ trước đây thành một xã mới có tên gọi là xã Nghĩa Hành.
Trước đó, theo Đề án sắp xếp đơn vị hành chính cấp xã tỉnh Nghệ An, xã này là xã Tân Kỳ 6.
Sau sắp xếp xã có diện tích tự nhiên: 112,00 km², quy mô dân số: 22.312 người.